# Крістофер Екслі
Крі́стофер Е́кслі (англ. Christopher Exley; …) — англійський хімік, відомий своїми дослідженнями щодо впливу алюмінію на здоров'я людини, професор біоорганічної хімії та керівник Лабораторії біоорганічної хімії Кільського університету. Екслі також є почесним професором Університету Північно-Шотландського нагір'я та островів.
Дослідження Екслі, виявило, що рівень алюмінію в мозку Керол Крос (англ. Carole Cross) — жінки, яка померла від отруєння алюмінієм через забруднену воду в Камелфорді — перевищував норму у двадцять разів. 2012 року в Тонтоні Екслі дав свідчення під час розслідування її смерти. Він стверджував, що коли жертви отруєння питимуть мінеральну воду, навіть через двадцять чотири роки після первинного отруєння, це може допомогти вивести алюміній з мозку. Він також розкритикував уряд за те, що після інциденту той порадив мешканцям Корнволла кип'ятити воду. Екслі назвав це «найгіршою з усіх можливих порад»
2017 року Екслі став відомим завдяки дослідженню, яке нібито пов'язує ад'юванти алюмінію у вакцинах з розвитком аутизму. Його працю гостро розкритикувало наукове товариство, деякі науковці назвали дослідження «безглуздим», що призвело до припинення фінансування дослідів.